# Błotnica (województwo zachodniopomorskie)
Błotnica – wieś w północno-zachodniej Polsce, położona w województwie zachodniopomorskim, w powiecie kołobrzeskim, w gminie Kołobrzeg, przy drodze wojewódzkiej nr 102. 
Według danych z 1 stycznia 2011 roku wieś liczyła 102 mieszkańców. Wieś stanowi samodzielne sołectwo.
W pobliżu przepływa rzeka Błotnica. Miejscowość znajduje się na szlaku historyczno-rowerowym "Ku Słońcu".
Pochodzenie nazwy miejscowości jest nieznane. Pojawia się ona po raz pierwszy w dokumencie z 1368 roku jako Spie i taka dotrwała do końca II wojny światowej. W średniowieczu jeden z łanów ziemi koło wsi nazywał się Blotznitz. Po wojnie Komisja Urzędu Rady Ministrów ds. Nazewnictwa od tego łanu przyjął nazwę dla wsi.
W latach 1975–1998 miejscowość administracyjnie należała do województwa koszalińskiego.
W Błotnicy znajduje się Park poległych w walce o Kołobrzeg imienia Witolda Ostrowskiego o powierzchni 0,7012 ha, będący parkiem gminnym.
Na dawnym cmentarzu ewangelickim przy drodze do Przećmina rosną drzewa uznane za pomniki przyrody. Są to:
- 12 dębów szypułkowych – obwód 180–230 cm, wysokość 28–30 m,
- 12 lip drobnolistnych – obwód 180–220 cm, wysokość 32–35 m.